# Murwillumbah
Murwillumbah est une ville australienne située dans la zone d'administration locale de la Tweed, dont elle est le siège, en Nouvelle-Galles du Sud.

## Géographie
La ville est située à l'extrémité nord-est de la Nouvelle-Galles du Sud, sur la Tweed, à 13 km du Queensland, à 132 km au sud de Brisbane et à 850 km au nord de Sydney.
Murwillumbah a un climat subtropical humide (Köppen : Cfa) avec des étés chauds et vraiment humides et des hivers doux et assez secs. La pluviométrie est élevée : 1 577,1 mm par an, avec 110.4 jours pluvieux (plus d'un millimètre). La température la plus élevée enregistrée est de 42,9 ºC le 12 janvier 2002, tandis que la température la plus basse est de −1,4 ºC le 15 août 2008.
| Mois                                            | jan.  | fév.  | mars  | avril | mai   | juin | jui. | août | sep. | oct.  | nov.  | déc.  | année   |
| ----------------------------------------------- | ----- | ----- | ----- | ----- | ----- | ---- | ---- | ---- | ---- | ----- | ----- | ----- | ------- |
| Température minimale moyenne (°C)               | 19,8  | 19,7  | 18,5  | 15,6  | 12,5  | 9,9  | 8,6  | 8,8  | 11,5 | 14,2  | 16,7  | 18,6  | 14,5    |
| Température maximale moyenne (°C)               | 29,6  | 29    | 28,2  | 26,2  | 23,6  | 21,3 | 21,1 | 22,6 | 25,2 | 26,4  | 27,7  | 29,1  | 25,8    |
| Record de froid (°C)                            | 13,2  | 13,8  | 11,5  | 6,6   | 2,2   | −0,3 | 0,2  | −1,4 | 3,2  | 4,1   | 6,6   | 10,6  | −1,4    |
| Record de chaleur (°C)                          | 42,9  | 40,9  | 36,5  | 35,4  | 31,9  | 27,8 | 29,5 | 35,9 | 37,4 | 38,2  | 39,6  | 40,8  | 42,9    |
| Précipitations (mm)                             | 212,8 | 229,5 | 211,7 | 149,1 | 126,7 | 99,8 | 63,7 | 51,1 | 39,2 | 108,2 | 118,2 | 172,5 | 1 577,1 |
| dont nombre de jours avec précipitations ≥ 1 mm | 12,1  | 13    | 13,6  | 10,3  | 9,7   | 7    | 6    | 5,2  | 5,3  | 8,1   | 9,4   | 10,7  | 110,4   |
| Humidité relative (%)                           | 62    | 65    | 64    | 63    | 61    | 59   | 53   | 50   | 51   | 56    | 59    | 60    | 59      |

## Histoire
Son nom est d'origine aborigène et signifie « lieu de peuplement ». La région était habitée à l'origine par le peuple Galibal.

## Démographie
| 2001  | 2006  | 2011  | 2016  | 2021  |
| ----- | ----- | ----- | ----- | ----- |
| 7 543 | 7 952 | 8 523 | 9 245 | 9 812 |

## Personnalités
C'est la ville de naissance du cycliste australien Reginald Arnold.
C'est le lieu de tournage de l'émission britannique I'm a Celebrity… Get Me Out of Here! lors des saisons 2 à 19 et 22.